# Paliana
Paliana är ett släkte av tvåvingar. Paliana ingår i familjen parasitflugor.
Kladogram enligt Catalogue of Life:
| Paliana | \| \| Paliana basalis \| \| \| \| \| \| Paliana phasioides \| \| \| \| |
|         | \| \| Paliana basalis \| \| \| \| \| \| Paliana phasioides \| \| \| \| |
|         | Paliana basalis                                                        |
|         |                                                                        |
|         | Paliana phasioides                                                     |
|         |                                                                        |